# PIMS-Konzept
Die Profit Impact of Market Strategy (PIMS) (englisch für „Gewinnauswirkung von Marktstrategien“) stammt aus dem strategischen Management und wurde mit der Absicht entwickelt, empirisch nachzuweisen, welche Geschäftsstrategien branchenübergreifend zum Erfolg führen. Im Rahmen einer Studie wurden dafür mehrere strategische Variablen identifiziert, die typischerweise die Rentabilität beeinflussen. Einige der wichtigsten untersuchten strategischen Variablen waren Marktanteil, Produktqualität, Investitionsintensität und Servicequalität.

## Kurze Geschichte
Das PIMS-Projekt wurde ursprünglich von Führungskräften von General Electric (GE) initiiert, die wissen wollten, warum einige ihrer Geschäftseinheiten profitabler sind als andere. Unter der Leitung von Sidney Schoeffler, einem von GE dafür beauftragten Wirtschaftsprofessor, wurde das PIMS-Projekt in den 1960er Jahren als interne empirische Studie gestartet. Ziel war es, die unterschiedlichen strategischen Geschäftseinheiten (SGE) von GE vergleichbar zu machen.
Da General Electric zur damaligen Zeit stark diversifiziert war, suchte man nach Schlüsselfaktoren, die produktunabhängig auf den wirtschaftlichen Erfolg wirkten; als Maßeinheit benutzte man insbesondere den Return on Investment (RoI) (also den Gewinn pro Einheit gebundenes Kapital).
1972 wurde das Projekt an das Marketing Sciences Institute übertragen (damals unter dem Dach der Harvard Business School), das es auf weitere Unternehmen ausdehnte. 1976 übernahm das American Strategic Planning Institute in Cambridge (Massachusetts) die Obhut über das Projekt.
Zwischen 1970 und 1983 wurden rund 2600 strategische Geschäftseinheiten (SGEs) von rund 200 Unternehmen nahmen an den Umfragen teil und lieferten Kennzahlen für das Projekt. Heute gibt es rund 12.570 Beobachtungen für 4200 SGEs. PIMS Associates in London ist seit den 90er Jahren das weltweite Kompetenz- und Designzentrum für PIMS und gehört seit 2005 zu Malik Management in St. Gallen (Schweiz).
Das PIMS-Projekt analysiert die gesammelten Daten, um Probleme und Chancen der einzelnen SGEs zu identifizieren. Basierend auf der Verteilung der einzelnen Geschäfte auf verschiedene Branchen erwartete man, dass die Daten genutzt werden können, um anderen Unternehmen in derselben Branche empirische Belege dafür zu liefern, welche Strategien zu einer höheren Rentabilität führen.
Die Datenbanken werden auch heute noch von Wissenschaftlern und Unternehmen aktualisiert und genutzt. Sie umfassen derzeit über 25.000 Jahre Geschäftserfahrung auf SGE-Ebene. Jede SGE ist durch Hunderte von Faktoren über einen Zeitraum von mehr als 3 Jahren gekennzeichnet, wie zum Beispiel Marktanteil, Kundenpräferenz, relative Preise, Servicequalität, Innovationsrate, vertikale Integration, Marktattraktivitätsfaktoren sowie Finanzkennzahlen und vieles mehr.

## Erhobene Daten
Es wurden regelmäßig über 50 verschiedene Kenngrößen erhoben; die wichtigsten davon sind im Folgenden dargestellt:
- Merkmale des geschäftlichen Umfeldes (Marktattraktivität):
  - (kurz-/langfristiges) Marktwachstum
  - Marktgröße
  - Vertriebskanäle (direkt, Großhandel, Einzelhandel etc.)
  - Kundenmerkmale (Kaufmenge, Häufigkeit, Wichtigkeit etc.)
  - Inflation (Materialien und Energie, Arbeitskosten, Preise)
  - Position im Produktlebenszyklus

- Relative Wettbewerbsposition:
  - relativer Marktanteil (im Vergleich zu dem größten Mitbewerber)
  - relative Innovationsrate und Sortimentbreite
  - Standortkostenvorteil
  - relativer Marketingaufwand (Verkaufsförderung, Werbung, Promotion)
  - relative Marktabdeckung
  - relative Produktqualität
  - Merkmale der Serviceerbringung
- Merkmale der Leistungserstellung:
  - Investitionsintensität (= Investitionsvolumen / Umsatz)
  - Ausmaß vertikaler Integration versus outsourcing
  - Arbeitsproduktivität
  - Kapazitätsauslastung
  - Investitionsmix (Fest- vs. Betriebskapital)
  - Schlanke Gemeinkosten
  - Marketingintensität (= Marketingaufwand / Umsatz)
  - Forschungs- und Entwicklungsintensität (= Forschungs- und Entwicklungsaufwand / Umsatz)

- Veränderung von Schlüsselfaktoren (Trends):
  - Marktanteilsänderung
  - Produktqualitätsänderung

- Wirtschaftliche Erfolgsgrößen (als zu erklärende Variablen):
  - insbesondere Return on Investment (RoI) (= Gewinn / gebundenes Kapital)
  - Return on Sales (RoS) (= Gewinn / Umsatz)
  - Reales Wachstum

Während die meisten Variablen offensichtlich erscheinen, hat PIMS den Vorteil, empirische Daten zu liefern, die quantitative Zusammenhänge definieren und diese auf das zurückführen, was einige für sinnvoll halten.

## Teilnahme an der PIMS Studie: Kosten und Vorteile
Unternehmen, die den Service nutzen möchten, erhalten detaillierte Informationen über jede ihrer wichtigsten strategischen Geschäftseinheiten, einschließlich:
- Markt und Kundenstruktur
- Wettbewerbsstärken und -schwächen
- GuV (Gewinn- und Verlustrechnung) und Bilanz
- Bestehende Marktprognosen und Businesspläne

Basierend auf den bereitgestellten Daten liefert PIMS vier Berichte (Lancaster, Massingham und Ashford):
1. Der „par“-Bericht zeigt die erwartete Rentabilität für das vorliegende Geschäftsprofil und warum dieses von einem durchschnittlichen Unternehmen abweicht.
2. Der „Strategische Analyse“ Bericht berechnet anhand mehrerer alternativer strategischer Maßnahmen die prognostizierten Folgen. Dabei werden Informationen von Unternehmen berücksichtigt, die in einem vergleichbaren Geschäftsumfeld tätig sind und vor einem ähnlichen Ausgangspunkt stehen.
3. Der „Report on Look-Alikes (ROLA)“ Bericht analysiert Gewinn- und Verlustrechnungen und Bilanzen strategisch ähnlicher Geschäfte und soll zeigen, warum die Leistung jeder SGE über oder unter „par“ liegt.
4. Der „Optimale Strategie“ Bericht basiert auf Erfahrungen anderer Unternehmen unter „ähnlichen“ Umständen und zielt darauf ab, die beste Kombination von Strategien für das Unternehmen vorherzusagen.

## Ergebnisse
Folgende Faktoren korrelieren besonders stark mit den Erfolgsgrößen RoI bzw. RoS:
Investitionsintensität korreliert negativ (erklärt ca. 15 %):
Dies hat zum einen den formal-analytischen Grund, dass mit steigender Investitionsintensität, also dem Investitionsvolumen bezogen auf den Umsatz, auch das Abschreibungsvolumen bezogen auf den Umsatz, die Abschreibungsintensität, zunimmt und somit der Gewinn sinkt.
Zum anderen nimmt bei hoher Investitionsintensität das Anlagevermögen zu und es entsteht der Drang, diese Kapazitäten auch zu nutzen, also die Ausbringungsmenge zu erhöhen und unter Umständen die Preise zu senken und damit die Gewinnspanne.
Relativer Marktanteil korreliert positiv (erklärt ca. 12 %):
Hauptgrund für den positiven Einfluss des relativen Marktanteils sind die Skaleneffekte: Je höher der Marktanteil, umso größer ist die Produktionsmenge und umso geringer sind die Stückkosten; dies lässt sich auch mit der Erfahrungskurve erklären.
Außerdem steigt mit wachsendem Marktanteil die Macht gegenüber den Lieferanten, wodurch bessere Konditionen erzielt werden können.
Relative Produktqualität korreliert positiv (erklärt ca. 10 %):
Wichtige Gründe für die positive Korrelation sind vor allem höhere erzielbare Preise bei Premiumprodukten, aber auch die höhere Kaufbereitschaft von Nachfragern bei qualitativ hochwertigen Leistungen, sodass die Verkaufsmenge steigt und damit den Marktanteil positiv beeinflusst (siehe oben).
Ein weiterer Grund sind die geringeren Reklamationskosten.
Insgesamt lassen sich durch die erhobenen Faktoren etwa 70 Prozent der Unterschiede in der Rentabilität zwischen erfolgreichen und erfolglosen Geschäftsfeldern der PIMS-Datenbank erklären (gemessen als Varianz).

## Kritik
Folgende Hauptkritikpunkte am PIMS-Projekt werden ins Feld geführt (nach Homburg/Krohmer):
- Kritik an der Datengrundlage:[5]
  - Subjektive Bewertung einzelner Variablen (z. B. relative Produktqualität)
  - Kurzfristige Betrachtung einzelner Variablen
  - Mangelnde Repräsentation von weniger erfolgreichen SGE, nicht US-amerikanischen SGE, kleineren SGE sowie SGE aus dem Dienstleistungssektor

Die PIMS–Hauptdatenbank, die das Herzstück des PIMS-Programms darstellt, umfasst heute mehr als 25.000 Jahre Geschäftserfahrung aus einem breiten Spektrum verschiedener Industriezweige weltweit. Es handelt sich dabei zu mehr als 90 % um verarbeitende Betriebe. Etwa ein Drittel von ihnen stellen Konsumgüter her, 15 % fertigen Kapitalgüter. Die verbleibenden Geschäftseinheiten sind Anbieter von Rohstoffen und Halbfertigfabrikaten, Komponenten oder Zubehör für Industrie und Handel. Handels- und Dienstleistungsunternehmen machen weniger als 10 % der Gesamtunternehmen aus und repräsentieren eine dennoch ziemlich große Stichprobe (über 250) von strategischen Geschäftseinheiten dieser Kategorie.
Etwa die Hälfte der Geschäftseinheiten in der PIMS-Datenbank vermarkten ihre Produkte bzw. Dienstleistungen auf nationaler Ebene in den USA oder in Kanada, während 11 % regionale Märkte in Nordamerika bedienen. Auch europäische Unternehmen sind heute zahlreich vertreten und umfassen rund 1.000 Geschäftseinheiten aus kontinentaleuropäischen Ländern sowie 600 aus Großbritannien.
- Kritik an der Untersuchungsmethodik:[5]
  - Rückschluss auf kausale Beziehungen aus Korrelationen (Problematik der Scheinkorrelationen)
  - Vernachlässigung von Interdependenzen zwischen erklärenden Variablen (beispielsweise wirkt die relative Produktqualität teilweise auf den relativen Marktanteil, siehe oben)
  - mangelnde Eignung der angewendeten multiplen Regressionsanalyse, um komplexe Abhängigkeitsstrukturen wie z. B. kausale Ketten zu untersuchen
  - zu große Aggregation der Daten durch permanente Durchschnittsbildung

Der in Zusammenhang mit dem Marktanteil bereits angedeutete und oftmalige Vorwurf, dass im Rahmen der PIMS-Untersuchungen aus Korrelationen Rückschlüsse auf kausale Beziehungen gezogen werden, sprich Korrelation mit Kausalität gleichgesetzt wird. Diese Problematik ist allerdings zu offensichtlich, um nicht bei der Entwicklung des PIMS-Programms genauestens untersucht worden zu sein. Backhaus et al. formulieren hierzu treffend: „Der primäre Anwendungsbereich der Regressionsanalyse ist die Untersuchung von Kausalbeziehungen (Ursache-Wirkungs-Beziehungen), die wir auch als Je-Desto-Beziehungen bezeichnen können.“ Backhaus u. a.(2006), S. 46 (Hervorhebung im Original.) Seitens dieser Autoren wird sodann hinzugefügt: „Es soll hier betont werden, dass sich weder mittels Regressionsanalyse noch sonstiger statistischer Verfahren Kausalitäten zweifelsfrei nachweisen lassen. Vielmehr vermag die Regressionsanalyse nur Korrelationen zwischen Variablen nachzuweisen. Dies ist zwar eine notwendige aber noch keine hinzureichende Bedingung für Kausalität.“ Backhaus u. a.(2006), S. 48 f. Im Rahmen der PIMS-Untersuchungen war es so entsprechend möglich aufgrund der Verfügbarkeit von Daten über längere Zeiträume hinweg, mit Hilfe von Zeitreihenanalysen Kausalitäten festzustellen. Vgl. bspw. Barilits (1994), S. 61. Korrelationen geben in diesem Sinne, so auch im PIMS-Programm, zunächst nichts Anderes als Anlass dazu, etwaigen Kausalitäten begründet und intensiv nachzugehen.
- Kritik an den Strategieempfehlungen (inhaltliche Kritik):[5]
  - einseitige Orientierung am Return on Investment als Erfolgsgröße
  - Vernachlässigung möglicher Synergieeffekte zwischen einzelnen SGE desselben Unternehmens
  - keine Berücksichtigung branchenspezifischer Besonderheiten

Die Verbindung von Strategie und Geschäftserfolg – erfordert eine genaue Festlegung, wie Erfolg zu messen ist. Den üblichen Managementverfahren folgend und in Einklang mit den Profitabilität Betrachtungen (...), setzen die PIMS-Analysen vorwiegend zwei Maßstäbe für Rentabilität an: Return on Investment (ROI) bzw. den Nettobetriebsgewinn vor Steuern und Zinsen (EBIT) als Prozentsatz des Umsatzes. Hierbei ist Ersterer als Erfolgsindikator eindeutig aufschlussreicher, zumal er die erzielten Ergebnisse zu den eingesetzten Ressourcen in Relation setzt. Drauf abzielend, vernünftige Leistungsvergleiche anstellen zu können, sowie zwecks Erzielung möglichst unversperrte Ergebnisse, bedient man sich des Gewinns vor Abzug von Steuern und Zinsen und berücksichtigt entsprechend die spezifische Finanzierungs- und Steuersituation eines jeden Unternehmens bzw. eines jeden Landes. In einigen (seltenen) Fällen wird zusätzlich der Cashflow einer Geschäftseinheit als weiterer Erfolgsindikator hinzugenommen. Da sie die Ergebnisse einer Strategiewahl gewöhnlich nur über einen Zeitraum von mehreren Jahren zeigen, ist die angemessene Kerngröße für den Effekt einer solchen Wahl die Durchschnittsrentabilität während eines mehrjährigen Zeitraumes; als Grundlage für den Vergleich von Alternativstrategien, bedient sich das PIMS-Programm hauptsächlicher durchschnittlichen ROI- und ROS-Werte für Vierjahres-Zeiträume.
Zwischen den einzelnen Geschäftseinheiten in der PIMS-Datenbank bestehen in Bezug auf Rentabilität erhebliche Unterschiede: Die Vierjahres-Durchschnittswerte des ROI liegen zwischen -100 % und +400 %, die des ROS zwischen -40 % und + 40 %. Diese Erfolgsunterschiede sind auf die gleichermaßen großen Unterschiede in den Wettbewerbspositionen und Marktbedingungen zurückzuführen, die selbst zwischen den strategischen Geschäftseinheiten eines einzelnen Unternehmens bestehen. Die große ROI-Spannweite lässt sich zudem auf die großen Unterschiede hinsichtlich der Höhe des investierten Kapitals einer Geschäftseinheit zurückführen Die Erfolgskennzahlen weisen hierbei ein normalverteilungsähnliches Muster auf.